# Picumnus pygmaeus
El Carpinterito Bayo Overo o Carpinterito Ocelado, (Picumnus pygmaeus) es una especie de ave Piciformes, perteneciente a la familia Picidae, subfamilia Picumninae, del género Picumnus.

## Subespecies
- Picumnus pygmaeus distinctus
- Picumnus pygmaeus pygmaeus

## Localización
Es una especie de ave endémica de Brasil.